# Brazi, Hunedoara
Brazi este un sat în comuna Râu de Mori din județul Hunedoara, Transilvania, România.

## Imagini

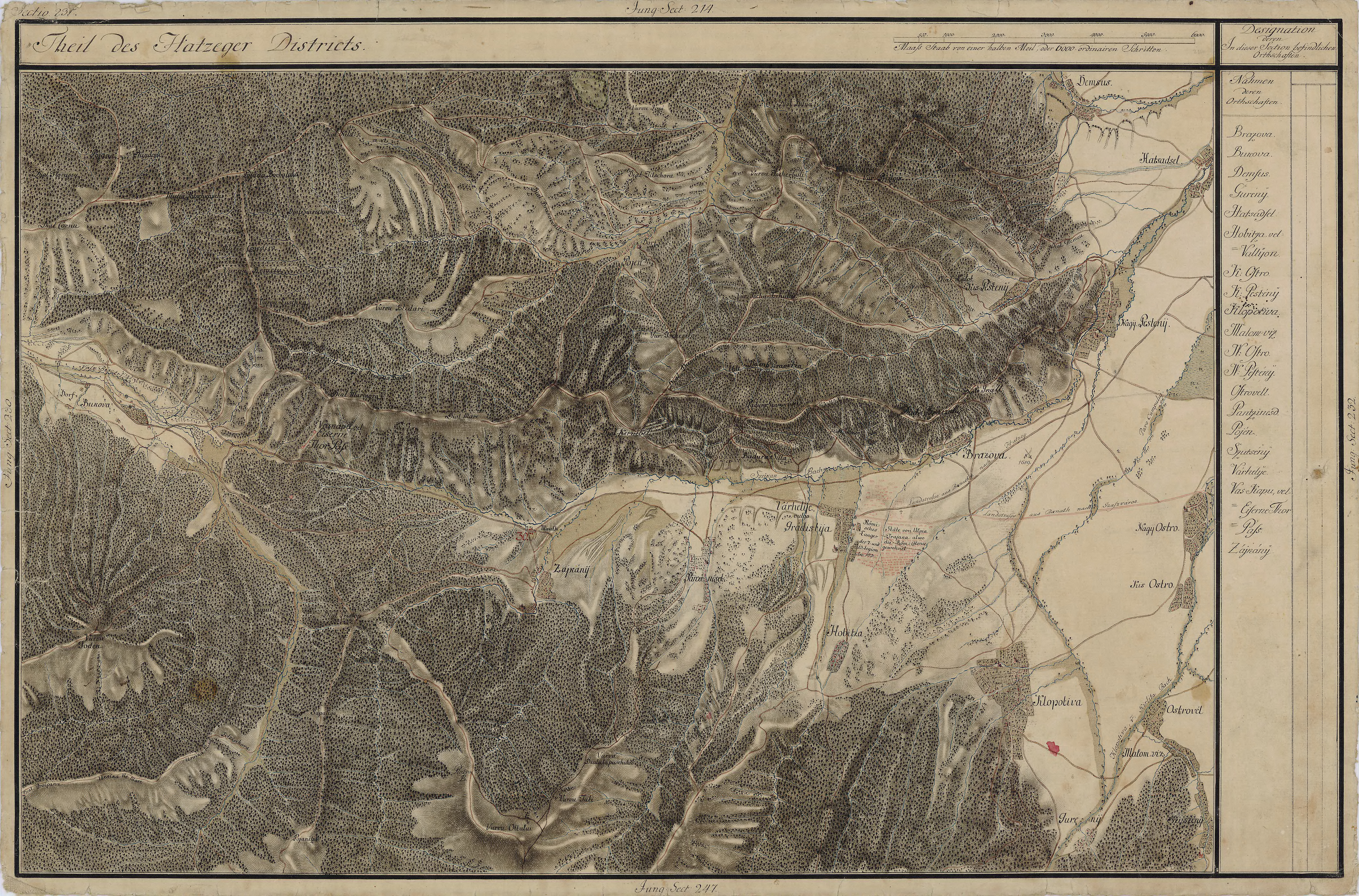
Brazi în Harta Iosefină a Transilvaniei, 1769-1773